# Pleurota ericella
Pleurota ericella is een vlinder uit de familie sikkelmotten (Oecophoridae). De wetenschappelijke naam is voor het eerst geldig gepubliceerd in 1839 door Duponchel.
De soort komt voor in Europa.